# 平卷柏
平卷柏（学名：Selaginella pallidissima）为卷柏科卷柏属下的一个种。

## 扩展阅读
- 維基物種上的相關：平卷柏